# Rahuri
Rahuri là một thành phố và là nơi đặt hội đồng đô thị (municipal council) của quận Ahmadnagar thuộc bang Maharashtra, Ấn Độ.

## Địa lý
Rahuri có vị trí 19°23′B 74°39′Đ / 19,38°B 74,65°Đ Nó có độ cao trung bình là 511 mét (1676 feet).

## Nhân khẩu
Theo điều tra dân số năm 2001 của Ấn Độ, Rahuri có dân số 34.465 người. Phái nam chiếm 52% tổng số dân và phái nữ chiếm 48%. Rahuri có tỷ lệ 70% biết đọc biết viết, cao hơn tỷ lệ trung bình toàn quốc là 59,5%: tỷ lệ cho phái nam là 77%, và tỷ lệ cho phái nữ là 63%. Tại Rahuri, 13% dân số nhỏ hơn 6 tuổi.